# NGC 3325
NGC 3325 (również PGC 31689 lub UGC 5795) – galaktyka eliptyczna (E), znajdująca się w gwiazdozbiorze Sekstantu. Odkrył ją Édouard Jean-Marie Stephan 19 marca 1880 roku.